# WCW Capital Combat
Capital Combat: Return of RoboCop foi um evento de wrestling profissional em formato pay-per-view da National Wrestling Alliance, sob o nome de World Championship Wrestling. Ocorreu no dia 19 de maio de 1990 em Washington D.C.. 

## Resultados
| #                              | Lutas | Estipulação                                                 | Tempo |
| ------------------------------ | --- | ----------------------------------------------------------- | ----- |
| 1                              | The Road Warriors (Hawk e Animal) e Norman the Lunatic (com Paul Ellering) derrotaram Kevin Sullivan, Cactus Jack e Bam Bam Bigelow (com Oliver Humperdink). | Six-Man Tag team match                                      | 09:38 |
| 2                              | Mark Callous (com Paul E. Dangerously) derrotou Johnny Ace.                                                                                                  | Singles match                                               | 10:41 |
| 3                              | The Samoan Swat Team (Fatu e The Samoan Savage) derrotaram Tommy Rich e Mike Rotunda.                                                                        | Tag team match                                              | 17:54 |
| 4                              | Paul Ellering (com Hawk e Animal) derrotou Teddy Long (com Butch Reed e Ron Simmons).                                                                        | Hair vs. Hair match                                         | 01:57 |
| 5                              | The Midnight Express (Bobby Eaton e Stan Lane) derrotaram Brian Pillman e Tom Zenk (c).                                                                      | Tag team match pelo NWA United States Tag Team Championship | 20:20 |
| 6                              | The Rock 'n' Roll Express (Ricky Morton e Robert Gibson) derrotaram The Freebirds (Michael Hayes e Jimmy Garvin).                                            | Corporal Punishment match                                   | 18:33 |
| 7                              | Doom (Ron Simmons e Butch Reed) (com Teddy Long) derrotaram The Steiner Brothers (Rick e Scott) (c).                                                         | Tag team match pelo NWA World Tag Team Championship         | 19:14 |
| 8                              | Lex Luger (com Sting e El Gigante) derrotou Ric Flair (c) (com Woman) por desqualificação.                                                                   | Steel Cage match pelo NWA World Heavyweight Championship    | 17:21 |
| (c) - Campeões antes das lutas | |                                                             |       |